# Trophée Lancôme
Le trophée Lancôme (ou Trophée des champions) était une compétition professionnelle française de golf organisée de 1970 à 2003 par International Management Group et parrainée par la marque de cosmétiques Lancôme. Il se tenait tous les ans à l'automne au golf de Saint-Nom-la-Bretèche (Yvelines),.

## Historique
Gaëtan Mourgue d’Algue, membre du golf de Saint-Nom-la-Bretèche depuis sa création, et Dominique Motte proposent en 1970 à Pierre Menet, président de Lancôme à l'époque, la création d'un tournoi professionnel de golf qui réunirait huit des meilleurs joueurs du monde. Nommé le Trophée des champions, il devient dès sa seconde édition, le trophée Lancôme.
D'abord joué sur trois tours (54 trous), il est étendu sur 4 tours (72 trous) à partir de 1972, longueur standard pour les tournois professionnels. À partir de 1982, il est un des tournois officiels du Circuit Européen.
En 1981, le tournoi est racheté par Mark McCormack. L'année suivante, le tournoi accueillait 28 joueurs, 66 en 1987, et plus de 100 à partir de 1995.
En 2003, Lancôme décide d'arrêter son partenariat dans le golf,. Le tournoi s'arrête après sa 34e édition.

## Vainqueurs
| Année | Vainqueur                             | Nationalité       |
| ----- | ------------------------------------- | ----------------- |
| 1970  | Tony Jacklin                          | Angleterre        |
| 1971  | Arnold Palmer                         | États-Unis        |
| 1972  | Tommy Aaron                           | États-Unis        |
| 1973  | Johnny Miller                         | États-Unis        |
| 1974  | Billy Casper                          | États-Unis        |
| 1975  | Gary Player                           | Afrique du Sud    |
| 1976  | Severiano Ballesteros                 | Espagne           |
| 1977  | Graham Marsh                          | Australie         |
| 1978  | Lee Trevino                           | États-Unis        |
| 1979  | Johnny Miller                         | États-Unis        |
| 1980  | Lee Trevino                           | États-Unis        |
| 1981  | David Graham                          | Australie         |
| 1982  | David Graham                          | Australie         |
| 1983  | Severiano Ballesteros                 | Espagne           |
| 1984  | Sandy Lyle                            | Écosse            |
| 1985  | Nick Price                            | Zimbabwe          |
| 1986  | Severiano Ballesteros Bernhard Langer | Espagne Allemagne |
| 1987  | Ian Woosnam                           | Pays de Galles    |
| 1988  | Severiano Ballesteros                 | Espagne           |
| 1989  | Eduardo Romero                        | Argentine         |
| 1990  | José Maria Olazábal                   | Espagne           |
| 1991  | Frank Nobilo                          | Nouvelle-Zélande  |
| 1992  | Mark Roe                              | Angleterre        |
| 1993  | Ian Woosnam                           | Pays de Galles    |
| 1994  | Vijay Singh                           | Fidji             |
| 1995  | Colin Montgomerie                     | Écosse            |
| 1996  | Jesper Parnevik                       | Suède             |
| 1997  | Mark O'Meara                          | États-Unis        |
| 1998  | Miguel Angel Jimenez                  | Espagne           |
| 1999  | Pierre Fulke                          | Suède             |
| 2000  | Retief Goosen                         | Afrique du Sud    |
| 2001  | Sergio García                         | Espagne           |
| 2002  | Alex Cejka                            | Allemagne         |
| 2003  | Retief Goosen                         | Afrique du Sud    |

## Parfum
En 1982, Lancôme sort un parfum pour homme au nom du tournoi.